# Зимогір'я (станція)
Зимогі́р'я — лінійна вантажно-пасажирська залізнична станція Луганської дирекції Донецької залізниці.
Розташована у місті Зимогір'я, Слов'яносербський район, Луганської області на лінії Родакове — Сіверськ між станціями Родакове (9 км) та Сентянівка (13 км).
Через військову агресію Росії на сході Україні транспортне сполучення припинене, водночас Яндекс.Розклади вказує на наявність руху електричок .